# Enceinte de Philippeville
L'enceinte de Philippeville est un ancien ensemble de fortifications qui protégeait la ville de Philippeville, dans la province de Namur.